# Вилхелм IV (Аквитания)
Вижте пояснителната страница за други личности с името Вилхелм IV.
Вилхелм /Гийом/ IV Желязната ръка (на френски: Guillaume Fier-à-bras, на латински: Fera brachia, на немски: Wilhelm IV Eisenarm; * 937, † 995/996) от род Рамнулфиди (или Дом дьо Поатие, Дом Оверн-Поатие), е през 936 – 995 г. херцог на Аквитания и като Вилхелм II граф на Поату до смъртта си.

## Живот
Син е на херцог Вилхелм III († 3 април 963) и неговата съпруга Герлок-Аделе от Нормандия († сл. 969), дъщеря на граф Роло и Попа от Bayeux. Той е брат на Аделхайд Аквитанска (* 950, † 15 юни 1006), съпруга от 968 г. на Хуго Капет († 996), от 987 г. крал на Франция.
Вилхелм е първо под надзора на своя чичо, епископ Ебалус от Лимож. След поемането на управлението той се сближава с Капетингите чрез своя зет Хуго Капет. Това влошава отношенията му с крал Лотар (Западнофранкско кралство), който изпраща своя син Луи V Мързеливия като наместник през 982 г. в Аквитания. Този конфликт завършва през 984 г. с връщането на Луи. След свалянето на Каролинга през 987 г. и избора на Хуго Капет, Вилхелм, не признава новия крал. През следващата година той защитава Поатие против Хуго Капет, след което се сдобрява с него и го признава като крал. Множество вицеграфове в Оверн се самопроизвеждат на графове.
Към края на живота си Вилхелм се оттегля в абатство Сен-Мексен, където на смъртното си легло слага монашеските дрехи. Той е погребан там.

## Фамилия
Вилхелм IV се жени през 968 г. за Емма от Блоа († 27 декември 1003), дъщеря на граф Теобалд I († 16 януари 975) и Луитгарда от Вермандоа (9 февруари 978), вдовицата на Вилхелм I Дългия меч от Нормандия. Те имат двама сина:
- Вилхелм V Велики (* 969, † 30 януари 1030), херцог на Аквитания и като Вилхелм III граф на Поату
- Ебл († 997).

Понеже той има множество извънбрачни връзки тя го напуска, а монасите отказват да пишат за него в хрониките си. Той се сдобрява с Ема и основава през 989 г. бенедиктанското абатство Maillezais.